# Marco Zamboni
Marco Zamboni (ur. 7 grudnia 1977 w Weronie) – włoski piłkarz, grający na pozycji obrońcy.

## Kariera piłkarska

### Kariera klubowa
W 1994 rozpoczął karierę piłkarską w drużynie Chievo. W latach 1997-1999 był zawodnikiem Juventusu, ale tylko w 1997 roku zagrał w jednym meczu mistrzostw. Przez większość czasu grał na wypożyczeniu w klubach Napoli, z powrotem w Chievo i Lecce. W 1999 przeszedł do Udinese, skąd został wypożyczony do Modeny i Verony. W 2003 wrócił do Napoli. W 2004 przeniósł się do Regginy, skąd w 2005 został wypożyczony na rok do Sampdorii. W sezonie 2006/07 bronił barw Spezii, a w następnym sezonie Crotone. W latach 2008-2012 grał w SPAL. We wrześniu 2012 podpisał kontrakt z Trento. Potem występował w amatorskich klubach Benaco, Bardolino, Ambrosiana, Sona, Garda i CastelbaldoMasi. 17 lipca 2020 ponownie został piłkarzem Sony.

### Kariera reprezentacyjna
W latach 1997-1998 roku występował w młodzieżowej reprezentacji Włoch U-21. Również bronił barw kadry U-23.

## Sukcesy i odznaczenia

### Sukcesy międzynarodowe
Włochy U-23
- mistrz Igrzysk śródziemnomorskich: Bari 1997

### Sukcesy klubowe
Juventus
- mistrz Włoch: 1997/98
- zdobywca Superpucharu Włoch: 1997

Udinese
- zdobywca Pucharu Intertoto UEFA: 2000